# Banco Português de Fomento
O Banco Português de Fomento (BPF), também conhecido como Banco de Fomento, é uma instituição bancária estatal portuguesa, criada em 2020..

## Criação
Em agosto de 2020, o Conselho de Ministros português aprovou o decreto-lei criando o Banco Português de Fomento, com a missão de promover a modernização das empresas e o desenvolvimento económico e social do país. A instituição resulta da fusão da Instituição Financeira de Desenvolvimento (IFD) e da PME Investimentos na Sociedade Portuguesa de Garantia Mútua (SPGM). O processo de fusão das esquipas está a ser conduzido pela Mercer, enquanto a definição da estrutura propriamente dita do banco está nas mãos da Oliver Wyman, tendo sido contratada a Globaz para fazer o estudo, definição de estratégia, design, desenvolvimento criativo e gráfico tendentes à conceção de um novo logótipo, identidade visual e branding do BPF. O portal do banco, por seu turno, está a ser desenvolvido pela Unipartner It Services. O atelier escolhido para fazer a remodelação das instalações da SPGM foi a Franca Arquitetura, embora em dezembro de 2020 as obras ainda não tivessem começado. A comunicação ficou a cargo da Cunha Vaz, e a assessoria e consultoria jurídica a cargo de Pedro Acácio Cruz e Silva.
A instituição arrancou oficialmente a 3 de novembro de 2020, com o objetivo de apoiar diretamente as empresas sem necessidade de intermediação do sistema bancário. No mesmo dia, foi lançado o site da instituição bancária.
O banco iniciou o seu funcionamento com um capital social de 255 milhões de euros, embora ainda sem equipa de gestão.
No início de novembro, Pedro Siza Vieira, ministro da Economia, anunciou linhas de crédito para a indústria exportadora e para as empresas de apoio a eventos, que serão operacionalizadas através do Banco Português de Fomento, embora sem data de lançamento. Segundo o primeiro-ministro português, António Costa, apesar do BPF poder vir a operar como banco de retalho, a instituição não vai concorrer com a banca comercial, e sim canalizar as linhas de crédito e mecanismos de financiamento providenciadas pelo Banco Europeu de Investimento (BEI), tendo em vista a agilização do seu acesso às empresas, reduzindo a intermediação, almejando ainda a “estimular a banca comercial a ser mais competitiva na oferta dos seus próprios produtos para o apoio às empresas”.
Um mês depois, pouco mais além do site da instituição se encontrava em funcionamento. Informação veiculada na altura revelava que grande parte das equipas ainda não estava ciente das funções que deveria desempenhar na instituição, e que poucos departamentos já se encontraval a trabalhar em pleno, entre eles contando-se os departamentos financeiro e de tecnologia de informação. As operações iniciadas pela IFD, PME Investimentos e SPGM, continuavam a decorrer, com os pagamentos a serem assegurados. Na área de IT, encontrava-se em desenvolvimento uma plataforma para que os clientes do Banco Português de Fomento possam apresentar candidaturas de forma ágil, simples e autónoma, entre outras funcionalidades.

## Administração
De acordo com o diploma que definia as regras de funcionamento da instituição, a administração da SPGM mantem-se em funções até que seja escolhida a nova equipa de gestão. A nomeação da administração da nova instituição não foi fácil, com muitos dos convites endereçados sendo recusados, muitas vezes devido aos valores das remunerações, limitados pelo Estatuto do Gestor Público, que impede os gestores de ganhar mais que o primeiro-ministro, ou seja, 5.436,6 euros, a menos que opte pelo salário do seu lugar de origem, ou tenha uma autorização do ministro das Finanças. De acordo com o decreto-lei de criação do BPF, a instituição terá entre sete e onze membros no conselho de administração, sendo este constituído por uma comissão de auditoria composta +por três membros, administradores executivos, e um a três administradores não executivos. O mandato é de três anos, com a possibilidade de recondução por três vezes.
A nomeação do presidente e vice-presidente ficou a cargo dos quatro acionistas do banco. o IAPMEI, detendo 47%, a Direção Geral do Tesouro e Finanças, com 41,2%, o Turismo de Portugal, com 7,9%, e a Aicep, com 3,77%.
Está ainda prevista a criação de um conselho consultivo composto por dez a vinte representantes dos stakeholders relevantes para a atividade do banco, assim como personalidades independentes com mérito científico e técnico, nomeados pelo Governo português, igualmente com mandato de três anos, embora renovável somente uma vez.
A 10 de fevereiro de 2021, Pedro Siza Vieira, na qualidade de ministro do Estado, da Economia e da Transição Digital, confirmou Vítor Fernandes, antigo administrador do Novo Banco e várias outras instituições bancárias, como presidente do Conselho de Administração do BPF. Para o cargo de presidente executiva, foi nomeada Beatriz Freitas, que já detinha o cargo de presidente da SPGM.
Todas as nomeações do conselho de administração ainda terão de passar pelo crivo do Banco do Portugal, assim como da Comissão de Recrutamento e Seleção para a Administração Pública (Cresap), caso o Executivo assim o entenda.
A 12 de fevereiro, o CDS-PP solicitou uma audição à administração nomeada do BPF, por forma a conhecer o programa a executar por esta mesma instituição.